# Фуньково (Московская область)
Фуньково — деревня в Одинцовском районе Московской области, в составе сельского поселения Ершовское. До 2006 года Фуньково входило в состав Ершовского сельского округа.
Деревня расположена на северо-западе района, в 6 километрах на север от Звенигорода, по левому берегу реки Грибковский Овраг (приток реки Сторожка). Высота центра над уровнем моря 196 м. В деревне числятся 2 садовых товарищества.

## История
Название села происходит от фамилии владельцев начала XVI века, князей Фуниковых, ранее называлось просто Никольское, затем Никольское-Фуниково. По писцовой книге 1558 года в селе, принадлежавшем ещё и Фёдору Нагому, было две церкви: Николы Чудотворца и тёплая церковь Параскевы Пятницы. По писцовому описанию 1624 года, в селе стояли господский и людской двор, храм Николы Чудотворца «без пения», церкви Параскевы Пятницы не существовало — видимо, была уничтожена в Смутное время. В дальнейшем село часто меняло хозяев. На 1852 год Фуниково уже деревня, в которой числилось 8 дворов, 47 душ мужского пола и 38 — женского, в 1890 году — 132 человека. По Всесоюзной переписи 17 декабря 1926 года числилось 32 хозяйства и 148 жителей, по переписи 1989 года — 31 двор и 48 жителей.

## Население
| 2002 | 2006  | 2010  |
| ---- | ----- | ----- |
| 1189 | →1189 | ↗1204 |